# Batalla del golfo de Kula
La batalla naval del golfo de Kula (en japonés, クラ湾夜戦) fue un enfrentamiento naval entre las flotas de Estados Unidos y el Imperio Japonés ante las costas de Kolombangara, en las islas Salomón. Tuvo lugar en las primeras horas del 6 de junio de 1943 durante la Segunda Guerra Mundial. 

## Antecedentes
El 5 de julio, la Task Force 36.1 (TG 36.1) de la Armada de los Estados Unidos, al mando del contralmirante Walden Lee Ainsworth y constituido por los cruceros ligeros USS Honolulu, USS St. Louis y USS Helena, además de cuatro destructores, habían recibido la misión de interceptar un "Tokyo Express" hacia abajo de "the Slot" en las Islas Salomón, y el grupo de trabajo procedió al noroeste pasando la isla Nueva Georgia.
Los aliados estaban en el proceso de lanzar su próxima ofensiva en las Islas Salomón, con tropas que acababan de desembarcar en la isla de Rendova como un paso preliminar para apoderarse de la mayor pista de aterrizaje japonesa en Munda en la isla Nueva Georgia. En apoyo de este desembarco, que tenía establecer una cabeza de playa inicial para mover las tropas estadounidenses a través de Canal de Blanche de Nueva Georgia, el almirante Ainsworth llevó a cabo un crucero de bombardeo de Vila a la noche, en la isla Kolombangara y el puerto de Bairoko en Nueva Georgia y, a falta de combustible y municiones, estaba en proceso de retirarse hacia el Mar de Coral para reabastecerse. Un desembarco de Marines de Estados Unidos estaba programado en la costa norte de Nueva Georgia el 10 de julio, y requería el apoyo naval.

## La batalla
A las 1:06 de la madrugada en Kolombangara, el grupo de trabajo se puso en contacto con un grupo de refuerzo japonés al mando del almirante Teruo Akiyama, que consistía en diez destructores cargados con 2.600 tropas de combate que se dirigían a Vila, que se utilizan como un punto de parada para pasar a Munda. Los japoneses fueron divididos en dos fuerzas, una formación de tres escoltas protegían a la columna principal de cualquier ataque.
Los barcos estadounidenses abrieron fuego a las 01:57, disparando 612 proyectiles en 21 minutos y seis segundos y se hunde rápidamente el destructor Niizuki y matando al almirante Akiyama. Sin embargo, el Helena había gastado toda su pólvora sin llama la noche anterior, y se vio obligada a utilizar la pólvora sin humo, iluminando de este modo a sí mismo y a los barcos japoneses con cada andanada. Dos de los destructores japoneses lanzaron sus torpedos Lanza Larga y golpearon al Helena, dañándolo fatalmente. La principal fuerza japonesa, que había contramarchado de Vila con el primer contacto, luego se separó, después de haber desembarcado sólo 850 de los 2.600 soldados. El destructor japonés Nagatsuki encalló, mientras que Hatsuyuki fue dañado.
Ambas fuerzas comenzaron a retirarse de la zona, pero un desctructor japonés y dos estadounidenses se quedaron a rescatar a los sobrevivientes. A eso de las 05:00, los destructores USS Nicholas y Amagiri intercambiaron torpedos y disparos. El Amagiri fue dañado y se retiró de la batalla. El varado Nagatsuki fue abandonado por su tripulación en la mañana, siendo bombardeado y hundido por aviones estadounidenses.

## Consecuencias
Los destructores USS Radford y Nicholas se quedaron atrás para rescatar a los sobrevivientes del Helena. Si bien recataron a más de 750 hombres, el Radford y el Nicholas tuvieron que volver a entablar batalla con el enemigo tres veces más, por lo que fueron galardonados con la Presidential Unit Citation para su rescate. El Amagiri escapó y luego embistió y partió a la mitad la lancha torpedera USS PT-109, capitaneada por el futuro Presidente de los Estados Unidos John F. Kennedy (1917-1963), en el estrecho de Blackett al suroeste de Kolombangara.

## Honorario
El portaaviones de escolta USS Kula Gulf-en comisiones de 1945-1946, 1951-1955 y 1965-1969- fue nombrado por esta batalla.